# Birmindia godavariensis
Birmindia godavariensis – gatunek błonkówki  z rodziny pilarzowatych i podrodziny Heterarthrinae.
Gatunek ten opisany został w 2015 roku przez Attilę Harisa na podstawie pojedynczej samicy odłowionej w 1997 roku.
Holotyp ma 5,6 mm długości ciała. Ubarwiony jest czarno z białymi: wargą górną, głaszczkami, trzonkami czułków, tylnym brzegiem przedplecza, tegulami, sternitami odwłoka z wyjątkiem ostatniego oraz prawie całymi odnóżami z wyjątkiem brązowych tylnych stóp i obrączek na tylnych goleniach. Tergity odwłoka od drugiego do piątego mają barwę czarniawobrązową. Głowa jest błyszcząca i gęsto pokryta dużymi, płytkimi punktami. Cechują ją wklęsłe czoło, duże oczy, bardzo krótkie skronie i silnie wyniesione listewki czołowe. Przedni brzeg nadustka jest szeroko wykrojony na głębokość około 0,3 jego długości. Śródplecze ma płaty prawie matowe wskutek delikatnego ziarenkowania. Przezroczyste skrzydła mają brązowawoczarne żyłki. Odwłok samicy zaopatrzony jest w długie i wąskie pokładełko.
Owad znany wyłącznie z lokalizacji typowej w okolicy nepalskiego Godawari, gdzie odłowiono go na wysokości 1700–2000 m n.p.m.